# Демирович, Андреа
Андре́а Демиро́вич (серб. Андреа Демировић) (род. 17 июня 1985) — певица из Черногории.

## Евровидение-2009
Андреа Демирович представила Черногорию на Евровидение 2009 с песней Just Get Out of My Life. Она уже пыталась поехать на Евровидение в 2008 году, но заняла 2 место в отборе. Песню ей написал Хосе Хуан Сантана. Андреа жюри выбрали единогласно. Однако после первого полуфинала она не попала в финал по результатам голосования.

## После Евровидения
В 2015 году Демирович была глашатаем от Черногории на Евровидении, в 2017 году вошла в состав черногорского жюри.
В 2019 году певица приняла участие в отборе Черногории с целью представить страну на Евровидении-2019.